# 富翅岛

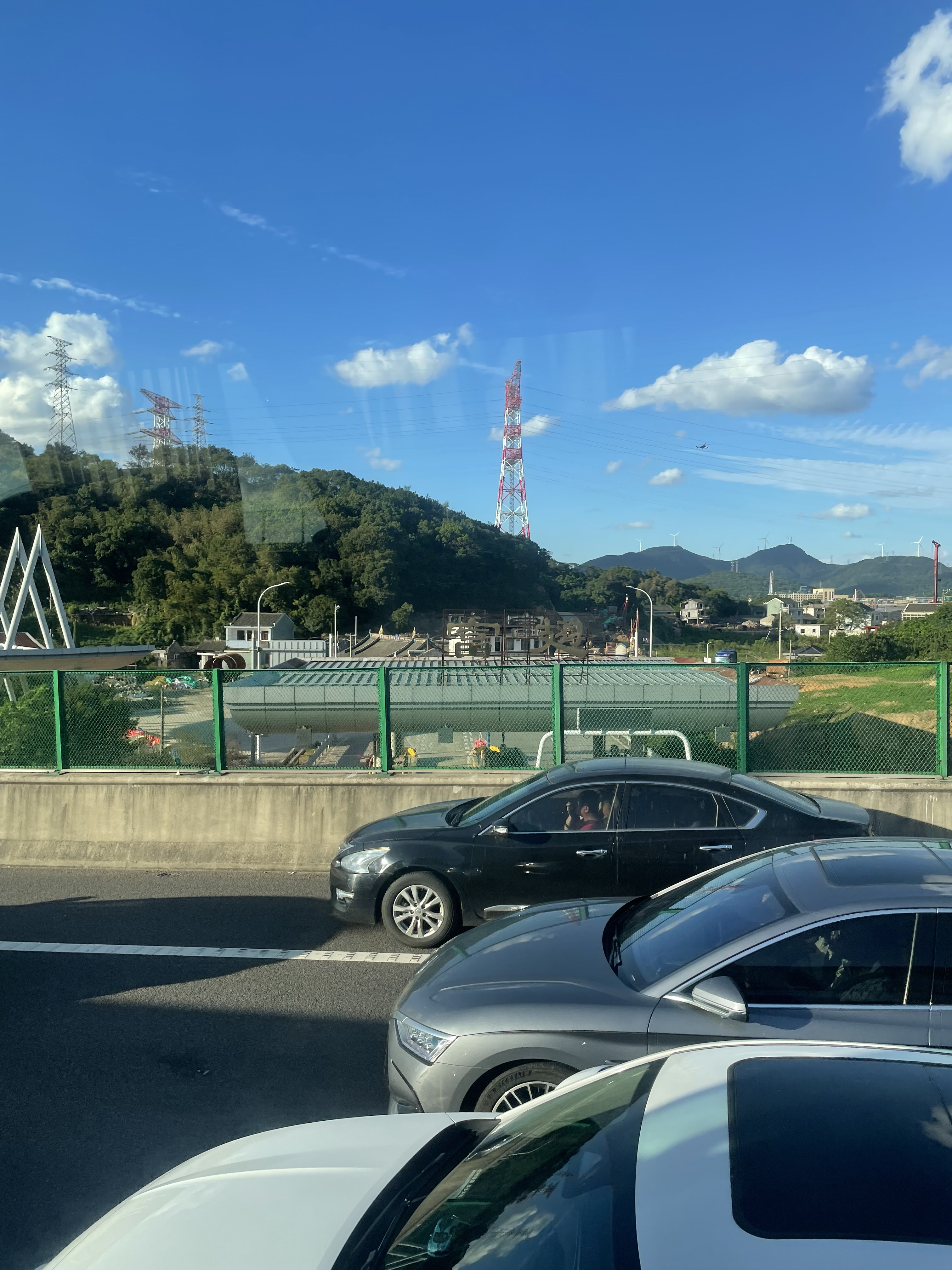
富翅島，攝於甬舟高速上

富翅岛是中華人民共和國浙江省舟山市定海區岑港街道的一個島嶼，位於冊子島和舟山島之間，面積1.1平方公里，最高點位於島嶼東部的面前山，海拔86.7米。島名來自於中華人民共和國建國初期農業合作化時期的富翅合作社。島上有低矮丘陵和富翅门大桥。
舟岱大桥建成后，它连接浙江舟山的富翅岛、舟山本岛、长白岛、岱山岛、鱼山岛5座岛屿。